# Philippe Nahon

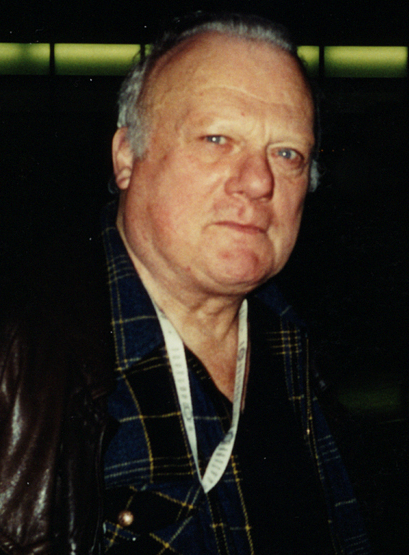
Philippe Nahon, 1999

Philippe Nahon (* 24. Dezember 1938 in Paris; † 19. April 2020 ebenda) war ein französischer Schauspieler.
Nahon war seit 1962 in mehr als 200 Film- und Fernsehproduktionen zu sehen. Er stand 2011 in Steven Spielbergs Drama Gefährten und neben Catriona MacColl in dem kanadischen Thriller Fever vor der Kamera.
Nahon starb am 19. April 2020 im Alter von 81 Jahren nach langer Krankheit während der COVID-19-Pandemie in Frankreich an den Folgen einer SARS-CoV-2-Infektion.

## Filmografie (Auswahl)
- 1962: Der Teufel mit der weißen Weste (Le Doulos)
- 1972: Der Aufruhr in den Cevennen (Les camisards)
- 1974: Der Weg nach Tourmon (Ardéchois-cœur-fidèle)
- 1974: Die Finger im Kopf (Les doigts dans la tête)
- 1975: Azev: le tsar de la nuit
- 1976: Un mari, c’est un mari
- 1977: La communion solennelle
- 1977: La maison des autres (Fernsehserie)
- 1977: Désiré Lafarge (Fernsehserie)
- 1977: Messieurs les jurés
- 1978, 1981: Kommissar Moulin (Commissaire Moulin; Fernsehserie, 2 Folgen)
- 1995: Hass (La Haine)
- 1997: Rien que de grandes personnes
- 1997: Une femme d’honneur (Fernsehserie, 1 Folge)
- 1998: Sodomites
- 1998: Menschenfeind (Seul contre tous)
- 2000: Die purpurnen Flüsse (Les Rivières pourpres)
- 2001: Pakt der Wölfe (Le Pacte des Loups)
- 2002: Irreversibel (Irréversible)
- 2003: High Tension
- 2004: Calvaire – Tortur des Wahnsinns (Calvaire)
- 2005: Love Is in the Air (Ma vie en l’air)
- 2006: Einmal Polizist, immer Polizist (Vous êtes de la Police?)
- 2007: Le deuxième souffle
- 2008: MR 73 – Bis dass der Tod dich erlöst (MR 73)
- 2008: Die Drachenjäger (Chasseurs de dragons)
- 2009: Eldorado
- 2009: Vivre: jusqu’au bout
- 2009: En chantier: Monsieur Tanner (Fernsehfilm)
- 2009: The Pack (La Meute)
- 2009: Lady Blood
- 2009: Humans – Sie haben überlebt (Humains)
- 2009: Enter the Void
- 2010: Adèle und das Geheimnis des Pharaos (Les aventures extraordinaires d’Adèle Blanc-Sec)
- 2011: Gefährten (War Horse)
- 2013: Streng (Une histoire d'amour)
- 2014: Kommissar Caïn (Caïn, Fernsehserie, 1 Folge)
- 2015: Der Vater meiner besten Freundin (Un moment d’égarement)
- 2015: Agatha Christie: Mörderische Spiele (Les Petits Meurtres d’Agatha Christie, Fernsehserie, 1 Folge)